# محمود أحمدي نجاد وإسرائيل
العلاقة بين محمود أحمدي نجاد وإسرائيل كانت دائما متوترة بما في ذلك ما قد يوصف بدعوة نجاد لتدمير إسرائيل.